# كورتني تورنر
كورتني تورنر (بالإنجليزية: Courtney Turner)‏ هو شخصية أعمال أمريكي، ولد في 1 مارس 1896، وتوفي في 1986.